# Halmstads stadsbefästning

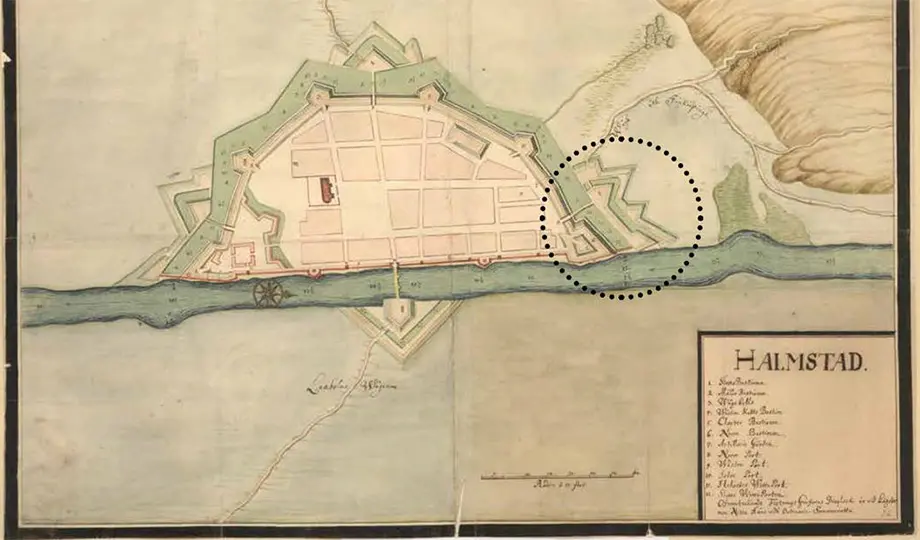
Karta från 1600-talet

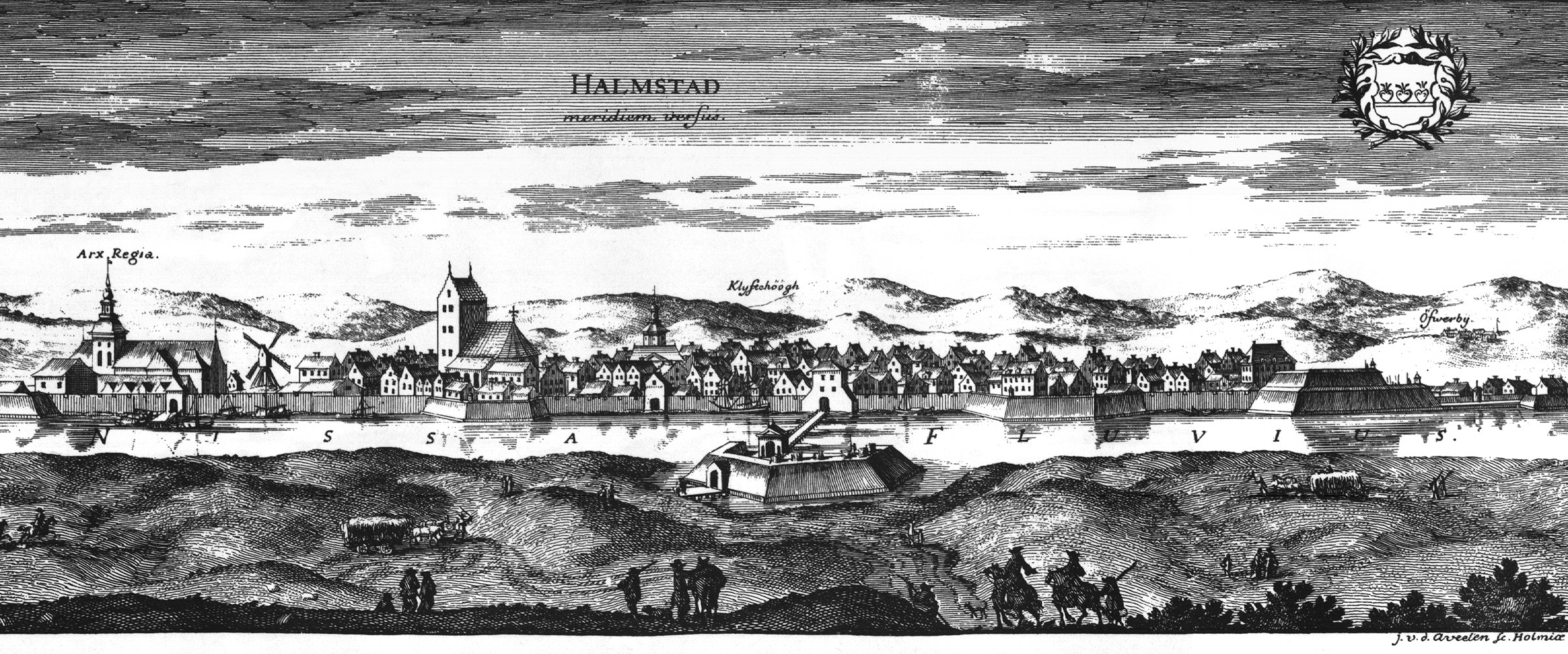
Halmstad omkring 1700, med Österskans i förgrunden i mitten av bilden

Halmstads stadsbefästning bestod av försvarsanordningar runt Halmstads historiska stadskärna i Halmstad. Under 1300-talet anlades vallar runt den då nyanlagda staden, vilken hade flyttats från nuvarande Övraby. Svenskarna intog staden 1534 under Grevefejden och belägrade den 1563 utan att lyckas inta den under Erik XIV. Efter belägringen 1563 var det enklare försvarsverket från medeltiden till stor del förstört, samtidigt som nya idéer om hur man bygger bättre och säkrare fästningar hade utvecklats bland annat i Italien. Den danske kungen Kristian IV beslöt därför att anlägga en modern befästning.
Uppdraget gick till nederländaren Hans van Steenwinckel den äldre, som hade lärt sig det italienska sättet att anlägga fästningar och hade arbetat som fästningsarkitekt åt Danmark i två decennier. Han påbörjade arbetet 1598, men dog i pesten 1601, innan Halmstads fästningsverk hade färdigställts. Han efterträddes av byggmästare Willum Cornelissen, som också slutförde uppförandet av Halmstads slott, vilket inte var en del av befästningarna. På medeltiden hade det inte funnits något skydd mot Nissan, men i de moderna befästningarna ingick en stadsmur i tegel längs den västra stranden. 
År 1605 stod Halmstads fästning klar med bastioner, kasematter och två högverk samt fyra stadsportar och en vallgrav runt stan
Vissa förbättringar utfördes under svensktiden, bland annat vallar och en vallgrav mellan slottet och själva staden.

## Bastioner och stadsportar
- Södra bastionen
- Söder Port
- Bastionen Mölle
- Bastionen Våghals (idag korsningen Kyrkogatan/Karl XI:s väg)
- Väster Port
- Västra bastionen (idag korsningen Klammerdammsgatan/Karl XI:s väg)
- Västre katt
- Bastionen Kloster
- Norre Port
- Norra bastionen med Norre katt
- Öster Port
- Österskans

## Spår av befästningarna
- Norra bastionen, idag en del av Norre katts park, där spår i terrängen visar bastion och vallgrav
- Norre Port, den enda bevarade av de fyra stadsportarna
- Högverket Västerkatt, eller Västre Katt, ett högt jordverk för långskjutande artilleri. Inuti Västre Katt finns fyra långa tunnvalv som använts som lagerutrymmen av Krönleins Bryggeri sedan 1849, då dess föregångare Appeltofftska bryggeriet köpte marken.
- Kassematten bastionen Våghals vid korsningen Kyrkogatan/Karl XI:s väg
- Kasematten i Västra bastionen vid korsningen  Klammerdammsgatan/Karl XI:s väg
- Dammar och rester av Södra bastionen i Slottsparken
- Österskans på östra sidan av Nissan vid Österbros östra ände

## Bildgalleri

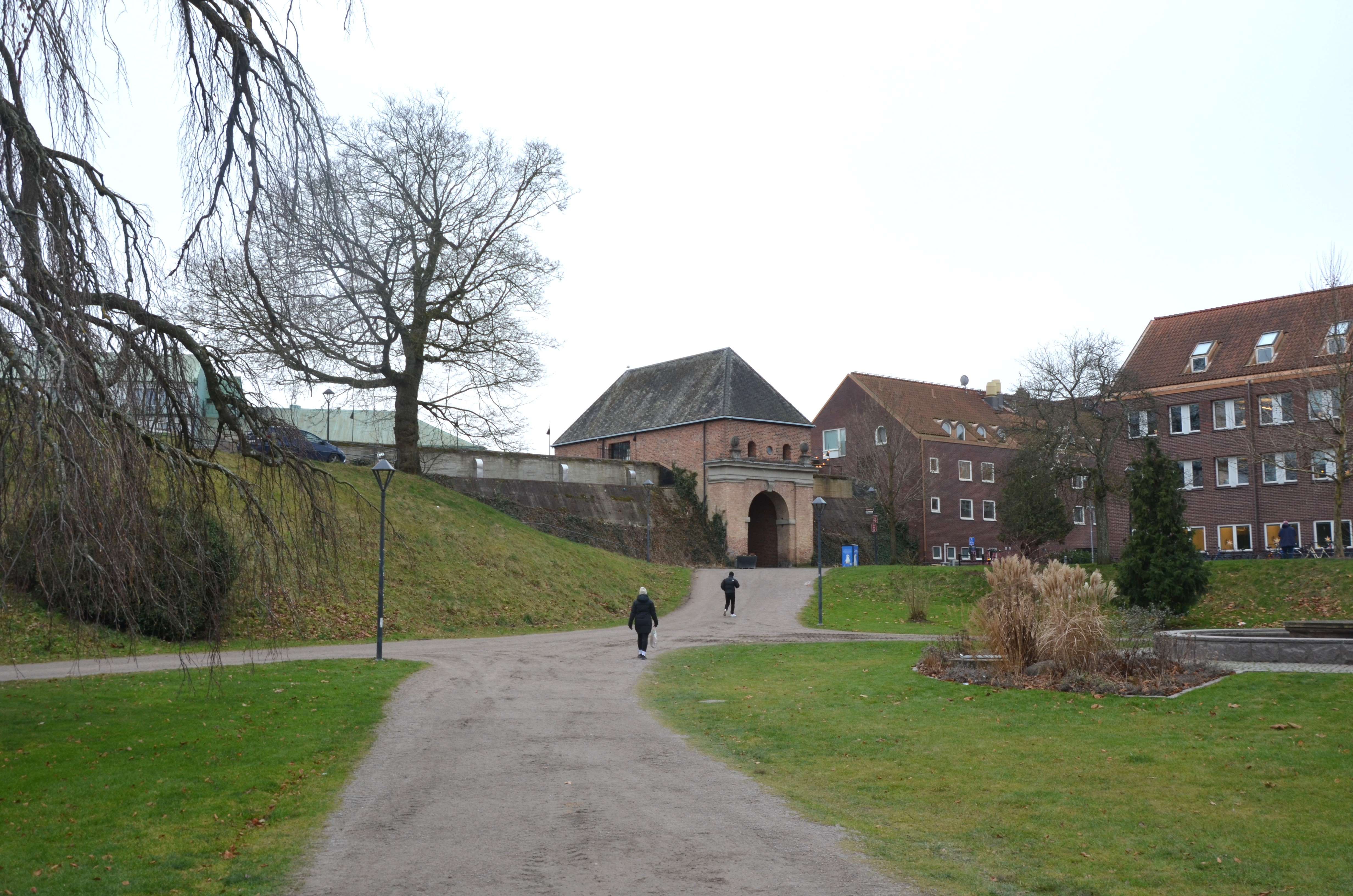
Norre Port och till vänster Norra bastionen med Norre katt
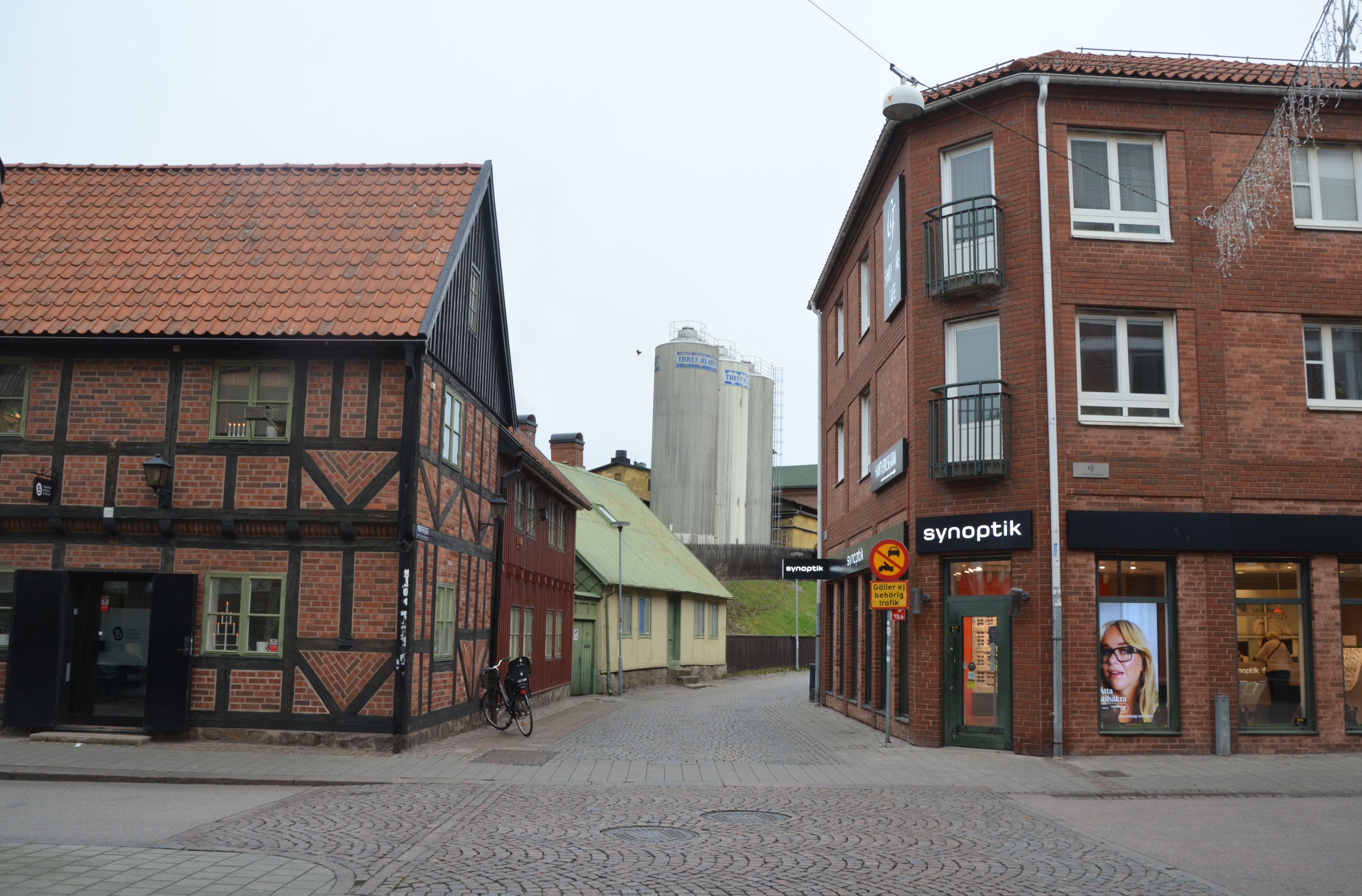
Krönleins Bryggeri byggt på Västre katt
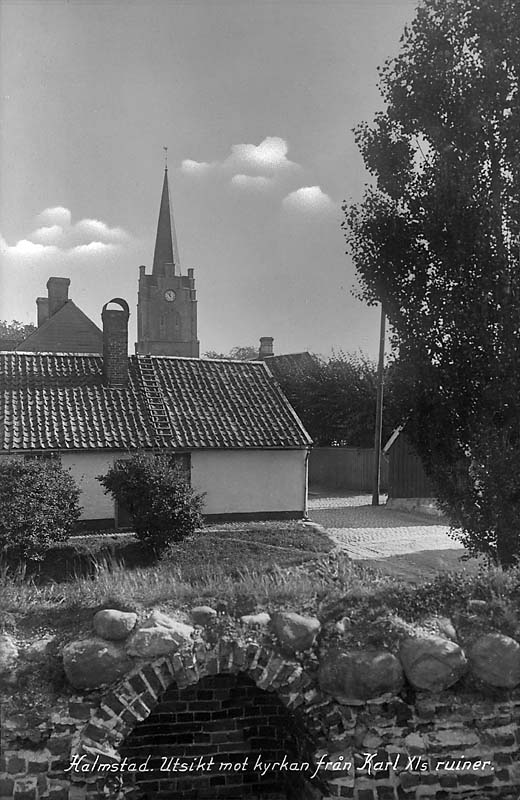
Kasematt vid bastionen Våghals
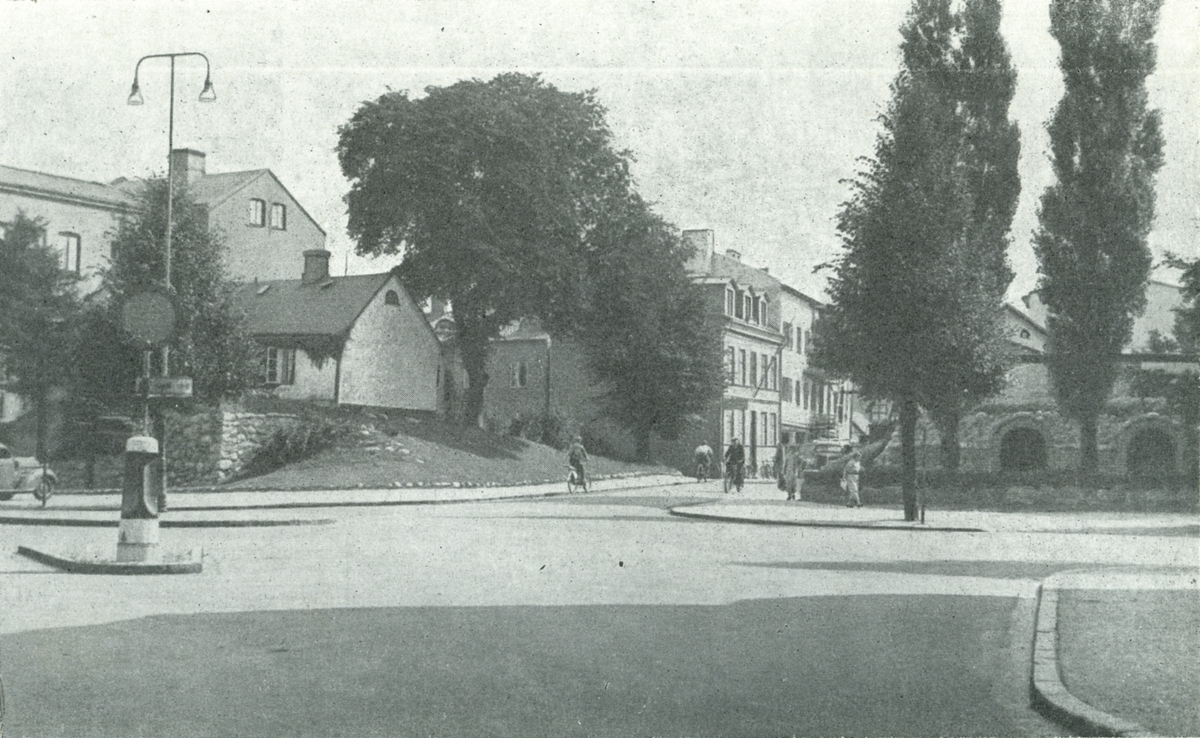
Kasematter från Västra bastionen vid korsningen Klammerdammsgatan/Karl XI:sväg, 1939
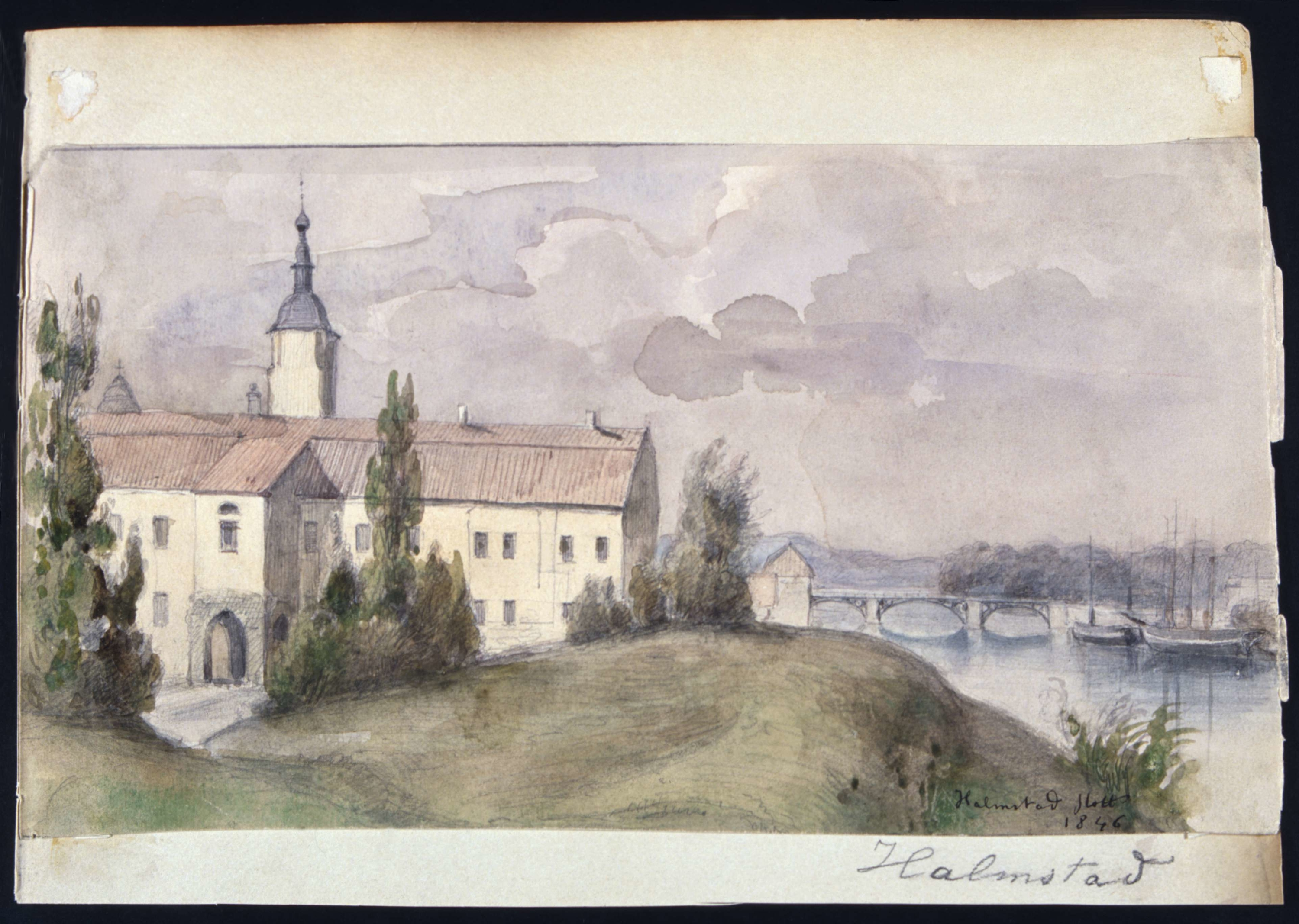
Halmstads slott och Södra bastionen. Akvarell av Fritz von Dardel, 1846
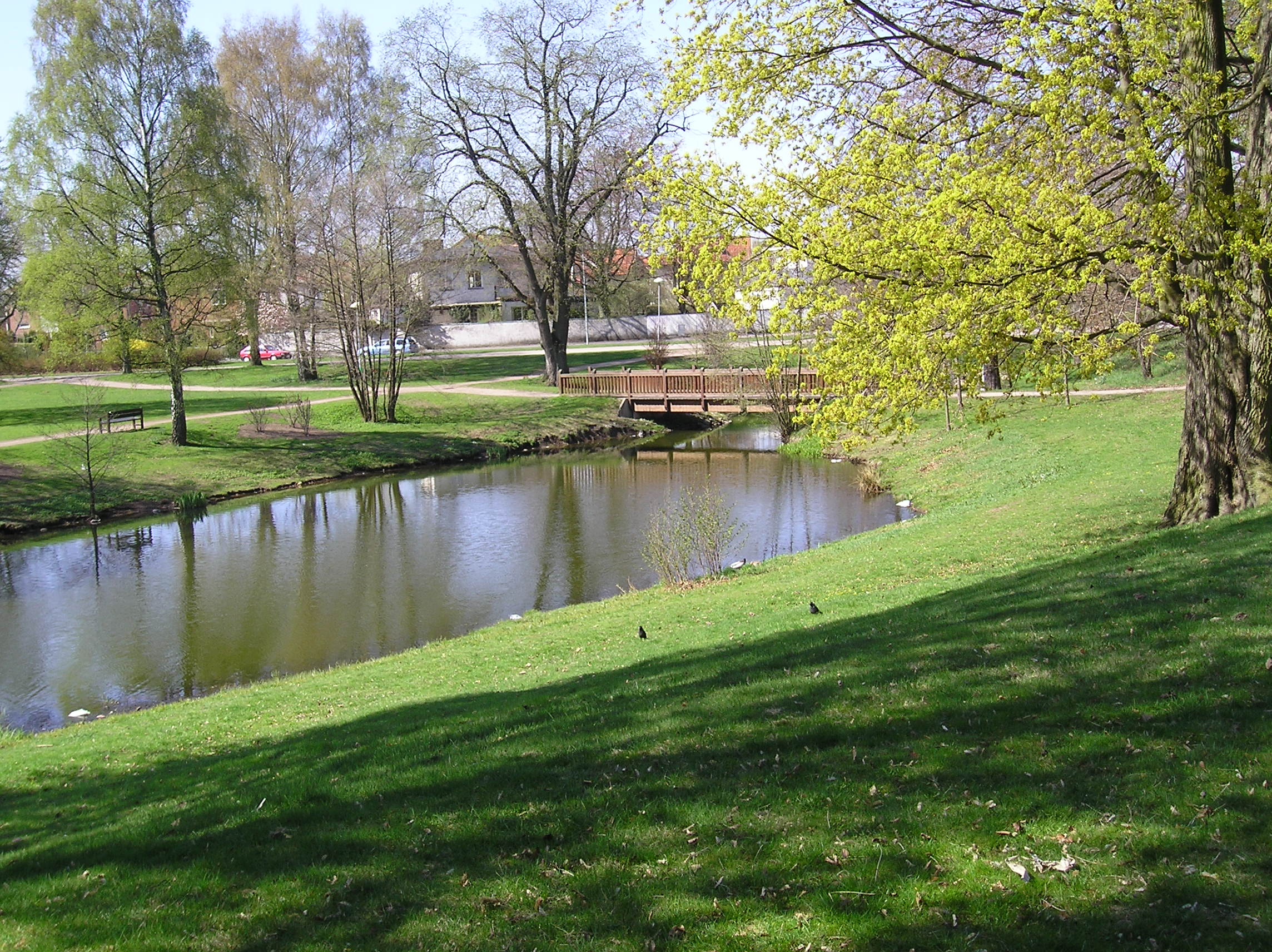
Del av den tidigare vallgraven i Slottsparken